# Гістограма розташувань та напрямків градієнта
GLOH (англ. Gradient Location and Orientation Histogram, гістогра́ма розташува́нь та на́прямків градіє́нта) — стійкий описувач зображення, який можливо використовувати в задачах комп'ютерного бачення. Це SIFT-подібний описувач, який розглядає більше просторових областей для гістограм. Проміжний вектор обчислюють із 17 положень та 16 напрямкових засіків, що дає загалом 272 виміри. Потім застосовують метод головних компонент (МГК), щоби зменшити розмір вектора до 128 (такого ж розміру, як вектор описувача SIFT).